# Karl Raupp
Karl Raupp, född den 2 mars 1837 i Darmstadt, död den 14 juni 1918 i München, var en tysk målare.
Raupp studerade i Frankfurt och för Piloty i München. Han blev 1868 professor i Nürnberg och 1883 i München. Raupp målade huvudsakligen bonde- och fiskarliv vid Chiemsee (han är representerad i Nya pinakoteket i München); ett urval finns i "Rauppalbum", 1893. Han är författare till Katechismus der Maler 1898; 4:e upplagan 1904).